# Sarmiento (kommunhuvudort)
Sarmiento är en kommunhuvudort i Argentina.   Den ligger i provinsen Chubut, i den södra delen av landet, 1 500 km sydväst om huvudstaden Buenos Aires. Sarmiento ligger 274 meter över havet och antalet invånare är 8 292.
Terrängen runt Sarmiento är platt, och sluttar österut. Trakten runt Sarmiento är nära nog obefolkad, med mindre än två invånare per kvadratkilometer..
Trakten runt Sarmiento består i huvudsak av gräsmarker.